# Пещерница
Пещерница (на македонска литературна норма: Пештерница) е село в Северна Македония, в община Неготино.

## География
Брусник е разположено на 10 километра източно от град Неготино на левия бряг на Вардар, в подножието на Конечката планина (Серта).

## История
Според академик Иван Дуриданов селото е споменатото село Пещера (с -щ- от праславянското -kt’-) в грамота на Йоан Драгаш и Константин Драгаш от 1378 година: И єштє приложихъ оу Тиквєшоу Пештероу сь людми.
В XIX век Пещерница е турско юрушко село в Тиквешка кааза на Османската империя. Според статистиката на Васил Кънчов („Македония. Етнография и статистика“) от 1900 година Пещерница има 110 жители турци юруци.
След Междусъюзническата война в 1913 година селото попада в Сърбия.
На етническата си карта от 1927 година Леонард Шулце Йена показва Пещерник (Pešternik) като турско село.